# 獨立參議院黨團
獨立參議院黨團（荷蘭語：Onafhankelijke Senaatsfractie，缩写为OSF）是荷蘭的一個政黨，由許多地區性的小黨為了參與參議院選舉而共同組成的政黨聯盟。

## 歷史
荷蘭的參議院是由各省分的省議會所選舉出來的，1995年綠黨首次結合其他地區性政黨推出自己的候選人名單，由綠黨提名並在名單上名列第二位的Marten Bierman當選，1999年順利連任；2003年則由菲士蘭國家黨的Hendrik ten Hoeve當選，一直到2011年才改由同時具有50加和OSF黨籍的Kees de Lange當選。

## 政黨成員
- 德倫特重要性 （DP） - 德倫特省
- 菲士蘭國家黨 （FNP） - 菲士蘭省
- 德倫特獨立黨 （OPD） - 德倫特省
- 北荷蘭老政黨 - 北荷蘭省
- 新林堡黨 （PNL） - 林堡省
- 北方黨 （PvhN） - 格羅寧根省、菲士蘭省和德倫特省
- 澤蘭黨 （PvZ） - 澤蘭省
- 烏特勒支地方政黨平台 （PLU） - 烏特勒支省
- 南荷蘭省地方政黨平台 （PLP） - 南荷蘭省
- 菲士蘭省權益 （PBF） - 菲士蘭省
- 人類與心靈黨 （MenS） - （準成員）

## 外部連結
- www.osf.nl/ （页面存档备份，存于）